# Citocinesi

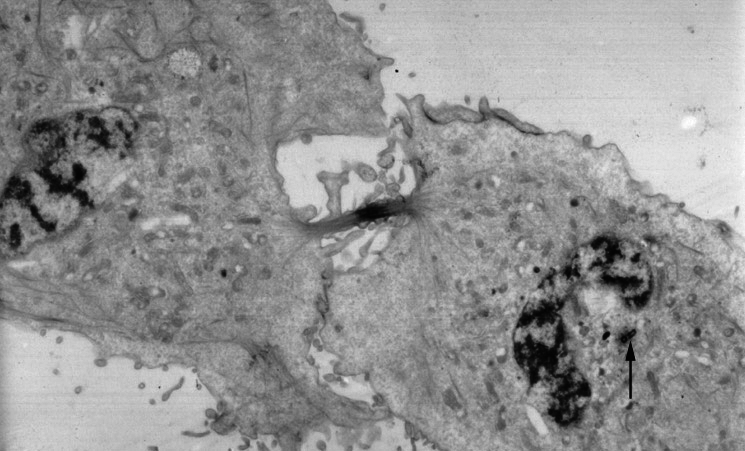
Il processo di citocinesi nelle fasi finali. La freccia indica un centrosoma ancora visibile

La citocinesi, o citodieresi, è un processo di divisione del citoplasma che normalmente segue la mitosi. Inizia verso la fine della telofase mitotica e porta alla formazione di due cellule figlie uguali.

## Cellule vegetali
Nelle cellule vegetali, è presente la parete cellulare, che è una struttura rigida, essa fa sì che la citodieresi avvenga in maniera differente, senza la formazione del solco di scissione a livello equatoriale. Infatti nella parte mediana della cellula confluiscono vescicole, all'interno delle quali si depositano le sostanze (cellulosa e altri polisaccaridi) necessarie alla costruzione della parete cellulare e della membrana plasmatica. Le vescicole, che provengono dall'apparato di Golgi, poi si fondono formando un disco circondato da membrane, chiamato piastra cellulare. La piastra cellulare cresce verso l'esterno, accumulando ulteriore materiale a mano a mano che altre vescicole si fondono con essa fino ad attraversare tutta la cellula madre: quando la piastra arriva a congiungere i due lati della parete cellulare si formano due cellule figlie, ciascuna circondata dalla propria membrana e dalla propria parete cellulare. Da questo momento ognuna delle due cellule figlie dà inizio a un proprio ciclo cellulare.

## Cellule animali
La citodieresi delle cellule animali differisce per alcuni aspetti da quella delle cellule vegetali.
Nelle cellule animali, all'inizio della telofase, la membrana cellulare inizia a restringersi lungo la circonferenza della cellula, nella zona corrispondente all'equatore del fuso. In seguito appare un solco sulla superficie che a poco a poco diventa più profondo e, alla fine, la connessione tra le cellule figlie si riduce ad un sottile filamento, che presto si spezza del tutto. I responsabili di questa strozzatura sono i filamenti di actina che formano un filamento contrattile: i filamenti scorrono sulla linea mediana della membrana della cellula madre e, creando una strozzatura, fanno sì che le due cellule figlie si separino.